# Memcached
Memcached е дистрибутирана система за съхранение на данни в кеш-паметта, разработена от Danga Interactive, за да облекчи товара върху сървърите на LiveJournal, но сега се използва от много други сайтове. Често се използва за повишаване производителността на сайтове, използващи динамични бази от данни, като складира информация и обекти в кеш-паметта. Memcached работи под Unix, Linux, Windows и Mac OS X.

Приложно-програмният интерфейс на Memcached предоставя огромна хеш-таблица дистрибутирана в множество машини. Когато таблицата се напълни новите данни се записват върху съществуващи, избрани на принципа най-малко ползваните напоследък(LRU).

Системата е използвана от сайтове като YouTube, Reddit, Zynga, Facebook, Orange, Twitter и Wikipedia.